# МВБ
МВБ — мост автодорожный вантово-балочный. Предназначается для восстановления и строительства высоководных мостов.

## Техническое описание
В комплект входят:
- 5 пролётных строений длиной 42 м;
- 4 промежуточные опоры;
- 2 береговые опоры;
- 2 въезда на мост;
- 1 комплект вантового усиления;
- 1 комплект тротуара одностороннего;
- комплект монтажного оборудования и ЗИП.

### Технические характеристики
| Показатель                                   | Значение   |
| -------------------------------------------- | ---------- |
| максимальная длина моста из одного комплекта | 210 м      |
| ширина проезжей части                        | 4,5 м      |
| грузоподъёмность                             | 60 т       |
| время возведения батальоном, смены по 10 ч   | 3,5        |
| скорость движения по мосту                   | 33-40 км/ч |
| масса комплекта                              | 660 т      |